# Massariothea attenuata
Massariothea attenuata är en svampart som beskrevs av B. Sutton & Alcorn 1985. Massariothea attenuata ingår i släktet Massariothea, divisionen sporsäcksvampar och riket svampar.   Inga underarter finns listade i Catalogue of Life.